# 70. pehotni polk (Avstro-Ogrska)
Za druge 70. polke glejte 70. polk.
70. pehotni polk (izvirno nemško Infanterie-Regiment Nr. 70; dobesedno slovensko: Pehotni polk št. 70) je bil pehotni polk k.u.k. Heera.

## Poimenovanje
- Peterwardeiner Infanterie Regiment »Edler von Appel« Nr. 70
- Infanterie Regiment Nr. 70 (1915 - 1918)

## Zgodovina
Polk je bil ustanovljen leta 1860. 

### Prva svetovna vojna
Polkovna narodnostna sestava leta 1914 je bila sledeča: 79% Srbov/Hrvatov in 21% drugih. Naborni okraj polka je bil v Peterwardein u, pri čemer so bile polkovne enote garnizirane sledeče: Budimpešta (štab, I., IV. bataljon), Trebinje (II. bataljon) in Peterwardein (III. bataljon).
V sklopu t. i. Conradovih reform leta 1918 (od junija naprej) je bilo znižano število polkovnih bataljonov na 3.

## Organizacija
1918 (po reformi)
- 1. bataljon
- 3. bataljon
- 4. bataljon

## Poveljniki polka
- 1865: Carl Dervin von Waffenhorst[6]
- 1879: Anton Osvadić[7]
- 1908: Josef Marjanović[8]
- 1914: Eduard Maag[1]